# Sanja Štiglic
Sanja Štiglic, slovenska diplomatka, * 10. marec 1970.
Sanja Štiglic je bila med letoma 2007 in 2012 stalna predstavnica Republike Slovenije pri Združenih narodih v New Yorku, leta 2011 tudi predsednica upravnega odbora UNICEFa.. Leta 2016 je bila imenovana za državno sekretarko na ministrstvu za zunanje zadeve Republike Slovenije. Od leta 2017 je slovenska veleposlanica na Nizozemskem in pri OPCW.
Konec septembra 2023 jo je 15. vlada Republike Slovenije pod vodstvom Roberta Goloba imenovana za državno sekretarka na Ministrstvu za zunanje in evropske zadeve, ki ga vodi Tanja Fajon. Z julijem 2024 je Štigličeva prevzela mesto veleposlanika republike Slovenije v Združenem kraljestvu ter slovenskega veleposlanika pri Mednarodni pomorski organizaciji.